# Antti-Jussi Juntunen
Antti-Jussi Juntunen (6 april 1999) is een Fins wegwielrenner en veldrijder.
Juntunen won het Fins kampioenschap op de weg in 2020 en het Fins kampioenschap veldrijden in 2020 en 2024.

## Palmares

### Wegwielrennen
2016
 Fins kampioenschap tijdrijden, Junioren
2020
 Fins kampioenschap tijdrijden, Elite
 Fins kampioenschap op de weg, Elite
2023
Bergklassement Sibiu Cycling Tour

### Veldrijden
2018
 Ests kampioenschap veldrijden
2020
 Fins kampioenschap veldrijden
2024
 Fins kampioenschap veldrijden

## Ploegen
- 2020 –  Tartu 2024-Balticchaincycling.com
- 2021 –  Tartu 2024-Balticchaincycling.com
- 2022 –  ABLOC CT
- 2023 –  ABLOC CT
- 2024 –  Voltas-Tartu 2024 by CCN (tot en met 24-03)
- 2024 –  Ferei Quick-Panda Podium Mongolia Team (vanaf 25-03)
- 2025 –  UN Cycling Team x Pyörävarikko